# KIMURA (漫画)
『KIMURA』（キムラ）は、増田俊也原作、原田久仁信作画による日本の漫画作品。柔道家木村政彦の伝記漫画で、増田俊也のノンフィクション作品『木村政彦はなぜ力道山を殺さなかったのか』（新潮社）のコミカライズ。原田久仁信の作画で多くの新しいキャラクターが登場するなど、ストーリーを初めとして大きく変更している。
2013年4月15日発売の『週刊大衆』（双葉社）で連載がスタートしたが、木村政彦の幼少期から入る評伝ではなく、増田の北海道大学柔道部時代の後輩・中井祐樹がジェラルド・ゴルドーやヒクソン・グレイシーと戦う場面などは『VTJ前夜の中井祐樹』を、他にも『七帝柔道記』（角川書店）を出典とするエピソードもあり、増田もブログ上で言及している。
このほかアントニオ猪木VSウィレム・ルスカの異種格闘技戦、ジャイアント馬場の事務所に木村の愛弟子岩釣兼生が殴り込みに行く場面、猪瀬直樹が作家時代に木村政彦の自宅に取材へ行く場面などが描かれた最初の単行本は、2013年10月23日、異例の「第0巻（プロローグ編）」として発売、同時発売された第1巻が「木村政彦幼少編」となっている。
完結編は『力道山プロレス地獄変 木村政彦はなぜ力道山を殺さなかったのか-最終章-』上下巻として刊行された。

## 男の星座たちに捧げる
本作は、『週刊大衆』の扉画にも単行本第0巻の扉にも、「男の星座たちに捧げる」と書かれている。『男の星座』は、梶原一騎原作、原田久仁信作画による梶原の自伝的漫画であるが、梶原の急逝により未完となった。増田と原田は『KIMURA』をその続編と位置づけ、『男の星座』を完結させるために「命がけで書いている」と宣言している。

## 書誌情報
- 原作：増田俊也・作画：原田久仁信 『KIMURA 〜木村政彦はなぜ力道山を殺さなかったのか〜』 双葉社 〈双葉社コミックス〉、全13巻
  1. vol.0 2013年10月19日発売 ISBN 978-4-575-30581-4
  2. vol.1 2013年10月19日発売 ISBN 978-4-575-30582-1
  3. vol.2 2014年2月19日発売 ISBN 978-4-575-30621-7
  4. vol.3 2014年5月23日発売 ISBN 978-4-575-30672-9
  5. vol.4 2014年9月20日発売 ISBN 978-4-575-30745-0
  6. vol.5 2015年2月6日発売 ISBN 978-4-575-30822-8
  7. vol.6 2015年7月29日発売 ISBN 978-4-575-30922-5
  8. vol.7 2015年11月18日発売 ISBN 978-4-575-30961-4
  9. vol.8 2016年3月16日発売 ISBN 978-4-575-31112-9
  10. vol.9 2016年7月22日発売 ISBN 978-4-575-31157-0
  11. vol.10 2016年10月19日発売 ISBN 978-4-575-31184-6
  12. 力道山プロレス地獄変 木村政彦はなぜ力道山を殺さなかったのか-最終章-（上） 2017年4月22日発売 ISBN 978-4-575-84960-8
  13. 力道山プロレス地獄変 木村政彦はなぜ力道山を殺さなかったのか-最終章-（下） 2017年4月22日発売 ISBN 978-4-575-84961-5